# Буачидзе, Самуил Григорьевич
Самуи́л Григо́рьевич Буачи́дзе (груз. სამუელ გრიგოლის ძე ბუაჩიძე, псевдоним — Ной (груз. ნოე), 5 июня 1882, с. Парцхнали, Шорапанский уезд, Кутаисская губерния — 20 июня 1918, Владикавказ) — русский грузиниский  революционер-большевик, один из руководителей борьбы за Советскую власть на Северном Кавказе.

## Биография
Родился в 1882 году в многодетной малоземельной крестьянской семье в селе Парцхнали Шорапанского уезда. Окончил сельскохозяйственное училище и учительские курсы. В 1902 году вступил в РСДРП. В 1905 году был одним из организаторов подпольных типографий и вооружённой борьбы крестьян на западе Грузии.
В январе 1906 года, спасаясь от преследования, через Мамисонский перевал перебрался в Северную Осетию, где стал заниматься во Владикавказе революционной деятельностью. В конце 1906 года переехал в Москву. В 1910 году бы арестован и приговорён к 4 годам каторги и бессрочной ссылке. В мае 1911 года бежал из сибирской ссылки в Грузию, где был заочно приговорён к смертной казни.
В 1912 году эмигрировал через Турцию за границу. С 1914 года работал совместно с болгарскими социал-демократами-тесняками, но уже в 1915 году выслан из страны. Проживал в Швейцарии, где работал по заданиям ЦК РСДРП(б). После февральской революции по заданию Ленина организовывал отправку в Россию второй группы политэмигрантов.
Участвовал в I и II съездах народов Терека, членом Терского народного Совета. Избирался председателем Терского Совета народных комиссаров. 
В апреле 1917 года возвратился на родину. Избирался членом, затем — членом президиума Владикавказского совета. Избирался председателем Владикавказского комитета РСДРП(б). С марта 1918 года — председатель СНК Терской народной республики. 
Убит белоказаками в июне 1918 года во время выступления на митинге около Апшеронских казарм во Владикавказе. Похоронен в родном селе.

## Память
До 2015 года именем Ноя Буачидзе называлась улица Канты Абдурахманова в Грозном. В 1992 году во Владикавказе улицу имени Ноя Буачидзе объединили с Тбилисской улицей в самую длинную городскую магистраль города, которая получила название проспект Коста.
В городах Кавказских Минеральных Вод — Пятигорске, Ессентуках и Минеральных Водах до сих пор сохранились улицы носящие имя Ноя Буачидзе.
Бюст на могиле в родном селе.